# Phialomyces
Genre
Phialomyces est un genre de champignons ascomycètes de la famille des Aspergillaceae.

## Description
Lors de la description de ce nouveau genre de champignons, il a été comparé aux genres Paecilomyces, Stachybotrys et Memnoniella. Ce genre a été créé en même temps que l'espèce Phialomyces macrosporus.
Les colonies sont de couleur jaune vif sur gélose neutre à la levure Czapek-Dox, puis elles deviennent veloutées et olive grisâtre, avec un pigment jaune produit dans le milieu. Les espèces de ce genre peuvent produire des conidiophores terverticillés.

## Liste des espèces
Selon MycoBank (1 avril 2024) :
- Phialomyces arenicola (Chalab.) Houbraken, Frisvad & Samson, 2020
- Phialomyces fusiformis G. Delgado & Decock, 2003
- Phialomyces humicoloides (Bills & Heredia) Houbraken, Frisvad & Samson, 2020
- Phialomyces macrosporus P.C. Misra & P.H.B. Talbot, 1964
- Phialomyces microsporus Y.L. Zhang, T.Y. Zhang & Y.H. Geng, 2010
- Phialomyces striatus R.F. Castañeda & W. Gams, 1991
- Phialomyces taiwanensis Matsush., 1985

## Taxonomie
Le nom correct complet (avec auteur) de ce taxon est Phialomyces P.C. Misra & P.H.B. Talbot, 1964.
Ce genre a été confirmé comme un genre à part entière et différent des Penicillium à la suite d'une analyse phylogénétique regroupant dans le même genre, les espèces Penicillium arenicola, Merimbla humicoloides et Phialomyces macrosporus.